# Хомякова Ганна Софонівна
Ганна Софонівна (Сафонівна) Хомяко́ва (до шлюбу Мокрова; 9 березня 1930, Коровановка — 2015) — українська художниця, майстриня декоративно-ужиткового монументального декоративного мистецтва. Членкиня Спілки художників України (1965).

## Біографія
Народилася 9 березня 1930 року в селі Корованівці Бурят-Монгольської АРСР (тепер Бурятія, Росія). 1960 року закінчила Ленінградське вище художньо-промислове училище ім. В. І. Мухіної, учениця, зокрема, професора Федора Ентеліса.

Могила Ганни Хомякової, Байкове кладовище

З 1960 по 1963 роки працювала на Київському заводі художнього скла. Була одружена з художником Андрієм Хомяковим (1929—2006), з яким наприкінці 1950-х років плідно працювала в Бурятії.
Твори: сувенірні вази, десертні набори та скульптура малих форм з кераміки і скла.
Виконала художнє оформлення «Російська зима» на Всесвітній виставці «Раціо-69» у Лейпцизі. Співавторка мозаїчного оформлення інтер'єру теперішнього Центру первинної медико-санітарної допомоги № 3 (Київ, 1973).
Померла у 2015 році. Була кремована, прах похований в Києві, у колумбарії Байкового кладовища (ділянка № 1, 50°24′57.25″ пн. ш. 30°30′16.6″ сх. д. / 50.4159028° пн. ш. 30.504611° сх. д.).